# サンモリッツ
サンモリッツ（ドイツ語: Sankt Moritz, St. Moritz ドイツ語: [ˌzaŋktˈmoːʀits] スイスドイツ語: [ˌsaŋktmoˈrɪts, ˌsamoˈrits]、フランス語: Saint-Moritz、ロマンシュ語:  San Murezzan、イタリア語: San Maurizio）は、スイスのグラウビュンデン州にある基礎自治体 （ポリティッシェ・ゲマインデ） 。公用語はドイツ語とロマンシュ語で、日本ではスイスドイツ語やフランス語での名称であるサンモリッツの呼称が定着している。スイス有数の観光・保養地。

## 地勢・産業

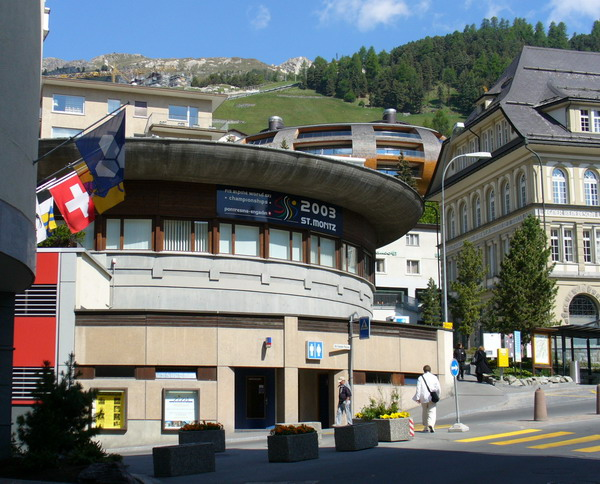
街の風景

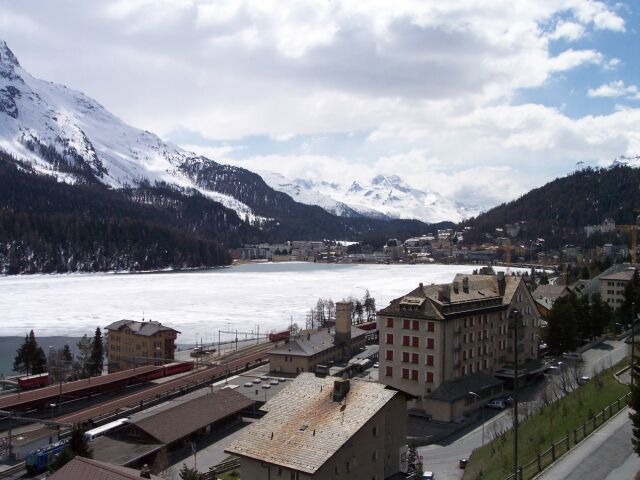
サンモリッツ湖

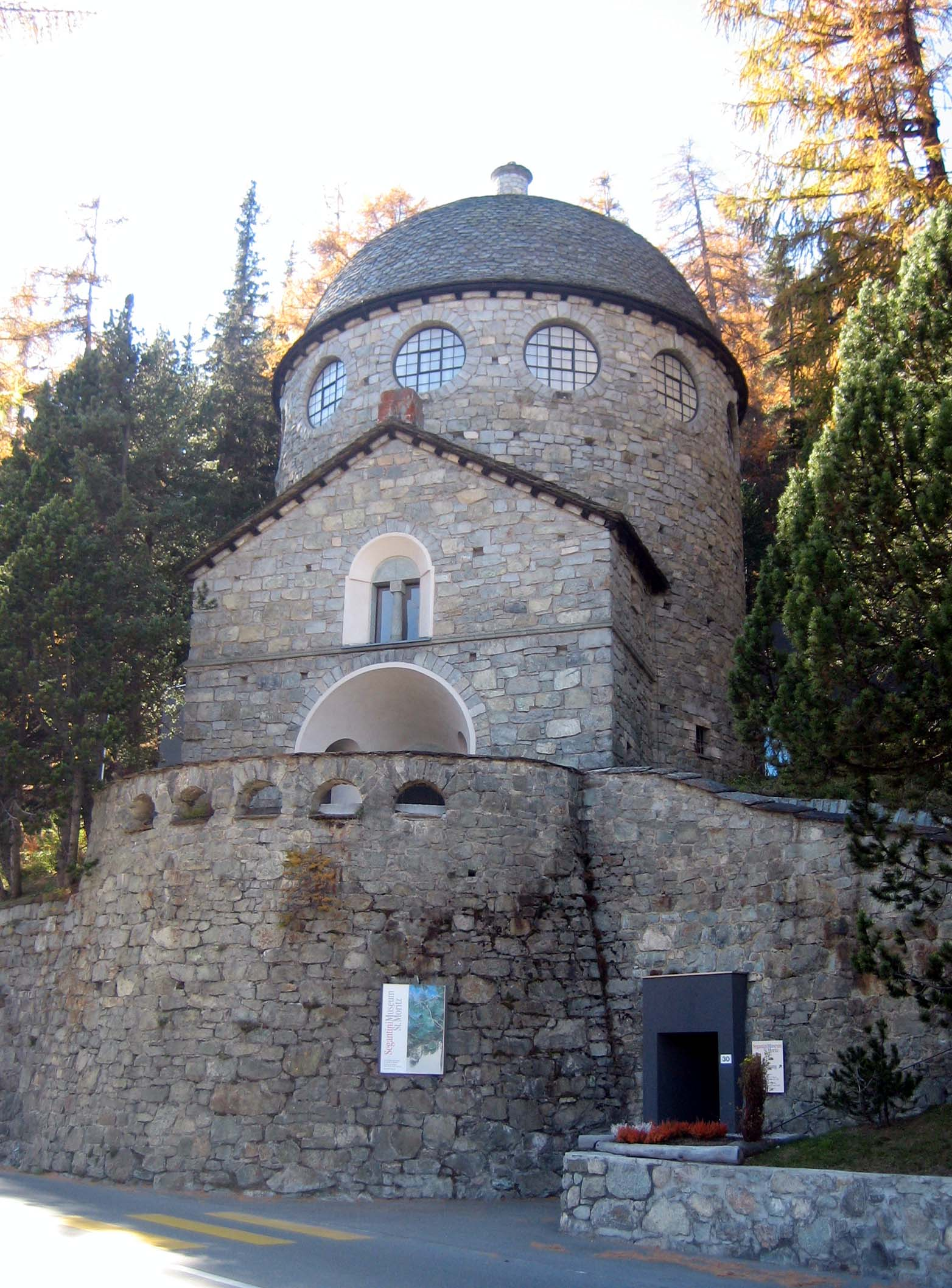
セガンティーニ美術館

イン川沿い、サンモリッツ湖の湖畔に位置する。夏にはハイキング、冬にはウィンタースポーツが盛んで、近くに鉱泉も噴出しているため、年間を通じて多くのレジャー客、保養客を集める。イタリア国境に近く、国境まで直線距離で約15キロメートル程度（ただし、山岳地帯を隔てており実質的な距離は遠い）。近隣の都市としては、約45キロメートル北西にクールがある。

## 観光
サンモリッツはスキーをはじめとするウィンタースポーツのメッカだが、夏の観光シーズンもハイキングやサイクリング、乗馬などを楽しむことができる。グレッシャー・エクスプレス（氷河特急）やベルニナ・エクスプレスなど人気の絶景ルートの発着点にもなっている。
サンモリッツは有名ブランド店が立ち並ぶドルフ地区と、スパ施設があるバート地区に分かれる。セガンティーニ美術館はアルプスの自然と人々を描き続けた画家ジョヴァンニ・セガンティーニの作品を収蔵する。3部作「生成（生）」「存在（自然）」「消滅（死）」も展示され、石造りのドーム型の建物が特徴的である。
コルヴィリア／ピッツ・ネイルは、サンモリッツから手軽に行くことができるビューポイントで、サンモリッツのハウスマウンテンと呼ばれる。ドルフ地区の乗り場からケーブルカーに乗り、チャンタレッラ乗り換えてコルヴィリアへ。さらにロープウェイでピッツ・ネイルまで上がることができる。
ムオタス・ムライユも人気の展望台で、麓のプント・ムライユからケーブルカーで上がることができる。山頂駅には山岳ホテルとレストランがある。

## 歴史
昔から温泉地として知られていたが、本格的な観光地化が進んだのは、庶民の間に旅行が定着する19世紀後半以降である。特にイギリスでリゾート地として知れ渡ることになり、1859年にはサンモリッツに最初のホテル（クルム・ホテル）が開業する。
その後はウィンタースポーツの地として徐々に発展していった。多くのスイスの都市が観光産業に着目して発展していくが、サンモリッツはそのさきがけとしての役割を果たしたといえる。19世紀末には市街電車も開通し、20世紀に入ってからはゲレンデの本格的整備も進められた（スイス初のリフト設置もサンモリッツである）。
サンモリッツは、第2回冬季オリンピックを1928年に開催した。その後、第二次世界大戦後の1948年にも2度目の冬季オリンピックを開催した。

## 交通
- レーティッシュ鉄道 サンモリッツ駅

## 姉妹都市
- 倶知安町（日本・北海道）
- サン・カルロス・デ・バリローチェ（英語版）（アルゼンチン・リオネグロ州）
- ヴァイル（英語版）（アメリカ・コロラド州）